# Albator SSX Dimension Voyage
Capitaine Albator dimension voyage (キャプテンハーロック～次元航海～, Captain Harlock ~Jigen Kōkai~), aussi connu comme Captain Harlock: Dimensional Voyage, est un manga dessiné par Kouiti Shimaboshi d'après un scénario de Leiji Matsumoto. Il raconte l'histoire du Capitaine Albator avec plusieurs différences par rapport à l'original.

## Synopsis
Une race extraterrestre, les Sylvidres, projette l’invasion de la Terre et l’anéantissement de l’Humanité. Les terriens dirigés par des politiciens corrompus, vivent dans l’opulence, la futilité, et demeurent aveugles face aux véritables menaces qui les guettent.
Seuls quelques hommes dont le Capitaine Albator semblent capables de faire face à la menace des Sylvidres.

## Manga

### Version japonaise
Il est pré-publié depuis le août 2014 dans le magazine Champion Red pour célébrer le 60e anniversaire du début de Leiji Matsumoto, et publié en volumes reliés par Akita Shoten depuis janvier 2015.

### Version française
La série est traduite en France depuis 2016 par les éditions Kana. La série est terminée en France depuis juillet 2020 et comporte au total 10 tomes dans sa version traduite.
|    | Date de sortie    | ISBN/EAN      | Nombre de pages | Format  | Source |
| -- | ----------------- | ------------- | --------------- | ------- | ------ |
| 1  | 19 février 2016   | 9782505064749 | 162             | 127x180 | [ 6 ]  |
| 2  | 1er juillet 2016  | 9782505065487 | 146             | 127x180 | [ 7 ]  |
| 3  | 20 janvier 2017   | 9782505068815 | 146             | 127x180 | [ 8 ]  |
| 4  | 2 juin 2017       | 9782505068822 | 146             | 127x180 | [ 9 ]  |
| 5  | 1er décembre 2017 | 9782505069829 | 144             | 127x180 | [ 10 ] |
| 6  | 8 juin 2018       | 9782505070900 | 144             | 127x180 | [ 11 ] |
| 7  | 7 décembre 2018   | 9782505072003 | 160             | 127x180 | [ 12 ] |
| 8  | 28 juin 2019      | 9782505075431 | 144             | 127x180 | [ 13 ] |
| 9  | 6 décembre 2019   | 9782505076452 | 176             | 127x180 | [ 14 ] |
| 10 | 10 juillet 2020   | 9782505084006 | 176             | 127x180 | [ 15 ] |